# Nattvardsgästerna
Nattvardsgästerna är en svensk dramafilm från 1963 i regi av Ingmar Bergman, med Ingrid Thulin, Gunnar Björnstrand, Max von Sydow och Gunnel Lindblom i huvudrollerna.

## Handling
Filmen, som utspelar sig i samband med en högmässa, handlar om prästen Tomas som förlorat sin tro (jämför Tomas tvivlaren). I kretsen kring honom (nattvardsgästerna) finns också ortens vikarierande lärarinna, Märta, olyckligt förälskad i Tomas, den suicidale fiskaren Jonas och dennes hustru, samt den grubblande kyrkvaktmästaren Algot.

## Medverkande
- Gunnar Björnstrand som Tomas Ericsson, pastor
- Ingrid Thulin som Märta Lundberg, lärare
- Max von Sydow som Jonas Persson, fiskare
- Gunnel Lindblom som Karin Persson, hans hustru
- Allan Edwall som Algot Frövik, kyrkvaktmästare
- Olof Thunberg som Fredrik Blom, kantor
- Elsa Ebbesen som den gamla kvinnan
- Kolbjörn Knudsen som Aronsson, kyrkvärd

## Tillkomst

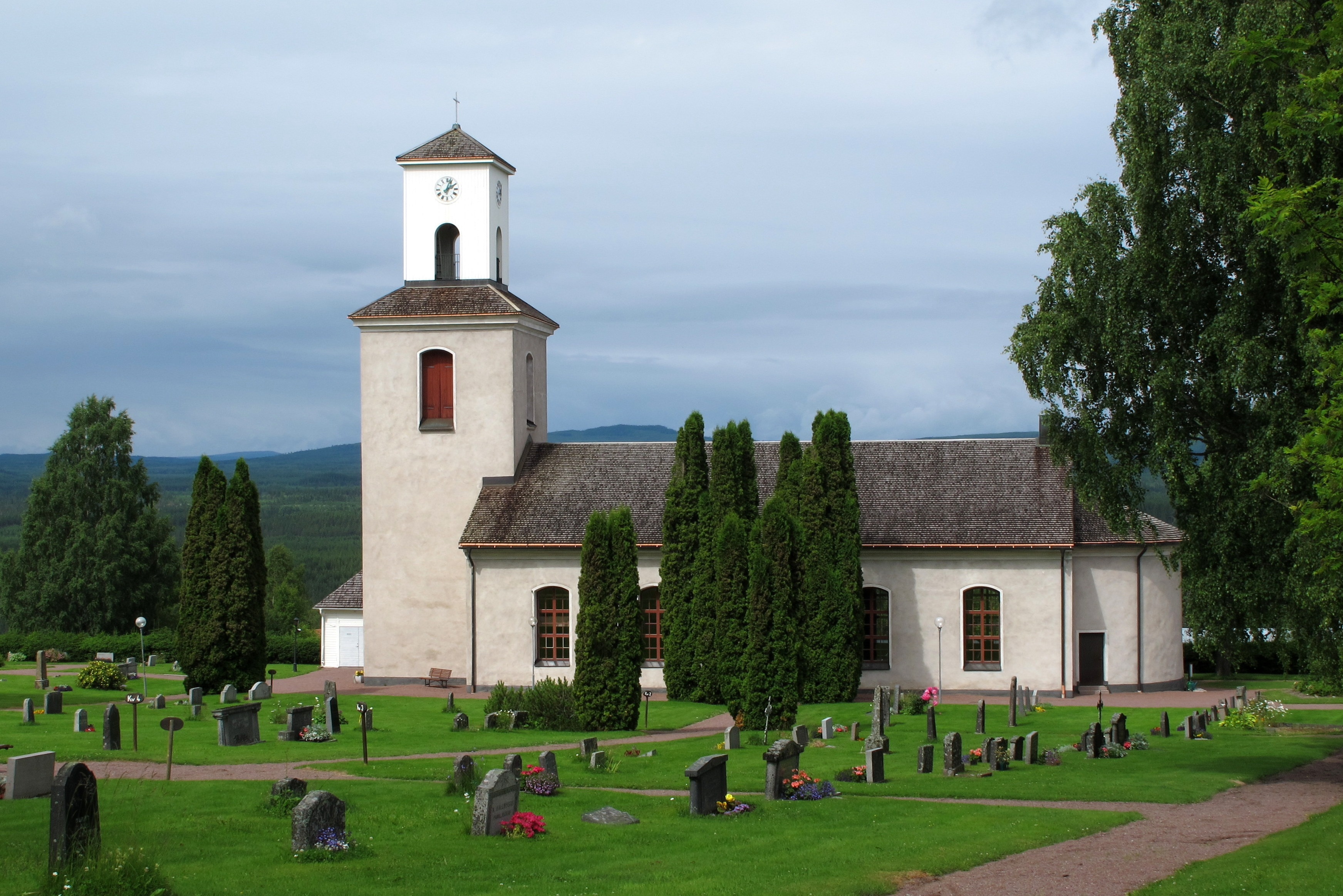
Skattunge kyrka

Nattvardsgästerna är skriven och regisserad av Ingmar Bergman. Filmen är den andra i Bergmans trilogi med tro som tema. Den föregicks av Såsom i en spegel och efterföljdes av Tystnaden. Delar av filmen är inspelade i och utanför Skattunge kyrka samt utanför Torsångs kyrka i Dalarna. Ateljéscenerna filmades i Filmstaden i Solna. Inspelningen ägde rum från 4 oktober 1961 till 17 januari 1962.
Vilgot Sjöman arbetade som regiassist och skildrade filmens tillkomst i reportageboken L 136 – dagbok med Ingmar Bergman och dokumentär-TV-serien Ingmar Bergman gör en film.

## Visningar
Filmen hade premiär 11 februari 1963.